# دیاگادره
دیاگادره شهری در شهرستان بورزانگا در استان بام در بورکینافاسوی شمالی است و جمعیت آن ۲۹۷ نفر است.